# Queaux
Queaux é uma comuna francesa na região administrativa da Nova Aquitânia, no departamento de Vienne. Estende-se por uma área de 52,64 km². Em 2010 a comuna tinha 553 habitantes (densidade: 10,5 hab./km²).